# Peste negra

Ciudadanos de Tournai enterrando víctimas de la peste negra. Miniatura de Pierart dou Tielt, c. 1353.

La peste negra, muerte negra o epidemia de la peste (por antonomasia también la Pestilencia o la Gran Mortandad)[cita requerida] fue la pandemia de peste bubónica más devastadora de la historia de la humanidad, que afectó a Eurasia y el norte de África en el siglo XIV, y que alcanzó un punto máximo entre 1347 y 1353. Es difícil conocer el número de fallecidos, pero modelos contemporáneos lo calculan entre 80 a 200 millones. Esto significa que provocó la muerte de entre el 30% y el 60% de la población de Europa. La teoría aceptada sobre el origen de la peste explica que fue un brote causado por una variante de la bacteria Yersinia pestis. Es común que la palabra «peste» se utilice como sinónimo de «muerte negra», aun cuando aquella deriva del latín «pestis», es decir, «enfermedad» o «epidemia», y no del agente patógeno.
De acuerdo con el conocimiento contemporáneo, la pandemia irrumpió en primer lugar en Asia, para después llegar a Europa a través de las rutas comerciales. Las bacterias se encontraban en las pulgas que tenían las ratas, que, al llegar los barcos comerciantes a puertos asiáticos, subian a los barcos e infectaban a toda la tripulación a bordo. Al llegar a tierra los barcos, los marineros contagiaban a la población que vivía en esas tierras, tanto a la de su ciudad de residencia como las aldeas y ciudades costeras en las que paraban en el camino para adquirir más provisiones. Introducida por marinos, la epidemia dio comienzo en Mesina, actual Italia. Mientras que algunas áreas quedaron despobladas, otras estuvieron libres de la enfermedad o solo fueron ligeramente afectadas. En Florencia, solamente un quinto de sus pobladores sobrevivió. En el territorio actual de Alemania, se estima que uno de cada diez habitantes perdió la vida a causa de la peste negra. Hamburgo, Colonia y Bremen fueron las ciudades en donde una mayor proporción de la población murió. En cambio, el número de muertes en el este de Alemania fue mucho menor.
Según las opiniones de la época, se trataba de «un acto de Dios». Una de las consecuencias sociales de la muerte negra fue que rápidamente se acusó a los judíos como los causantes de la epidemia por medio de la intoxicación y el envenenamiento de pozos. Por ende, en muchos lugares de Europa se iniciaron pogromos judíos y una extinción local de comunidades judías. Aún cuando líderes espirituales o seculares trataron de impedir esta situación, la falta de autoridad debida a la agitación social, que a su vez era consecuencia de la gravedad de la epidemia, generalmente no les permitía a aquellos tener éxito.

## Antecedentes

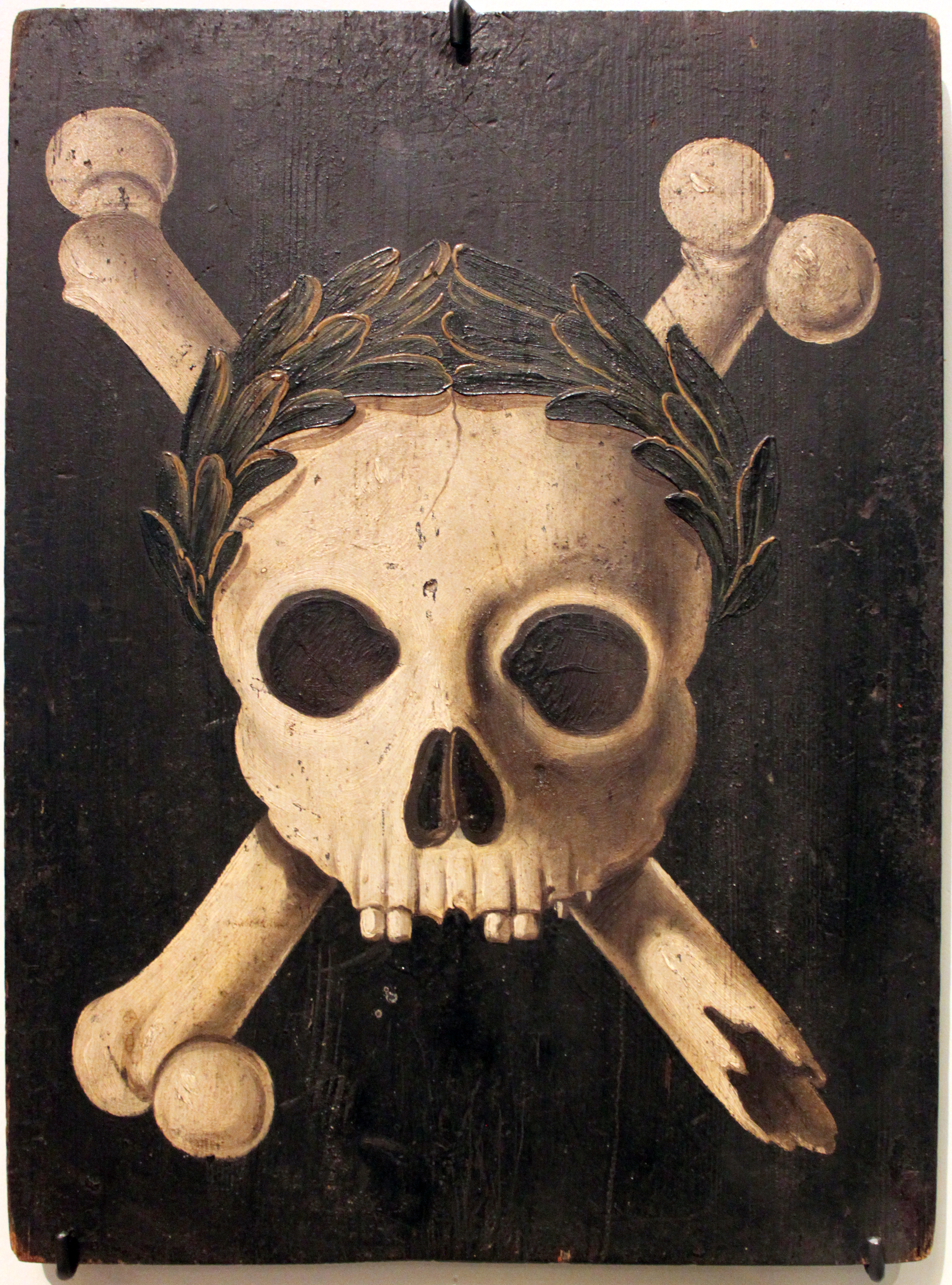
Escudo de Plagas: La muerte coronada como vencedora. 1607-37, Augsburgo, Alemania.

La peste negra no cuenta con antecedentes, debido a su carácter multicontinental. Griegos y romanos relataron infinidad de pestilencias, algunas de gran mortalidad o morbilidad, como la que debió asolar el norte de África hacia 125 a. C. (Gonzálves Cravioto, 2003, p. 44), pero eran epidemias localizadas en una ciudad o región concretas.

### Situación política
La situación política encontrada por el agente infeccioso fue de relativa estabilidad comparada con lo vivido siglos antes en Europa y en buena parte de Asia. Por una parte, las grandes migraciones con sus saqueos y ataques se habían detenido, y los vikingos, vándalos, húngaros o árabes se habían asentado en distintos territorios de una forma más o menos definitiva. En Asia, el Imperio mongol se había dividido en dos reinos que se despreciaban, indicando la poca cohesión interna según Solar (2001, p. 52). Por otra parte, toda la costa mediterránea de África ya no sufría los envites de cristianos en forma de Cruzadas o invasiones provenientes de la península arábiga, pues Bagdad había perdido el poder político tras los ataques de Gengis Kan. Con todo, el ambiente político en Europa y Asia distaba mucho de ser estable y en paz, entre otros motivos por la Guerra de los Cien Años, que se solaparía con la epidemia y los acontecimientos vividos en el desmembrado Imperio mongol, que terminaría arrasando Bagdad, la capital abasí.

### Situación demográfica
La situación demográfica, por su parte, también aparentaba cierta prosperidad. Tras vivir varios años de un clima benigno y buenas cosechas, la población en el Viejo Continente había aumentado hasta los 80 millones de habitantes, aproximadamente. A esto también contribuyeron las nuevas técnicas y artes agrarias. Walter de Henley (1971) indica varias, como el empleo de caballos en lugar de bueyes, la utilización del arado con reja de hierro y la división de la tierra en tres cultivos en lugar de dos, lo que se denomina cultivo de alternancia trienal, Sin embargo, esta situación tan benigna cambió en torno al 1300. Autores como Jacques Le Goff (2002, p. 264 y siguientes) indican que dicho modelo comenzó a presentar signos de agotamiento por la necesidad de más tierras y más caballos disponibles para lograr alimentar a toda la población, con lo que el cultivo trienal no lograba regenerar totalmente los campos. Tampoco el ganado tenía pastos suficientes, por lo que continuó la desforestación y con esta la reducción de lugares para la caza, con la subsiguiente reacción de la nobleza. Estos problemas convergieron o fueron causados por la conocida como Pequeña Edad de Hielo, según investigadores como Brian Murray Fagan (2008), que debió comenzar hacia 1300, produciendo una disminución en las cosechas, con el consiguiente incremento de hambrunas o malnutrición. Por tanto, la epidemia encontró a dos o más generaciones debilitadas desde la infancia por estos sucesos.
Francia era el país más poblado y poderoso de Europa en la Edad Media. En vísperas de la peste negra, Francia tenía entre 16 y 17 millones de habitantes, alrededor de 20 millones dentro de las fronteras actuales, con diferencia la población más grande de cualquier país europeo, por ejemplo, aproximadamente tres veces la población de Inglaterra.

### Situación económica
La economía había recibido cierto empuje debido a las buenas producciones agrarias, a la reanudación constante de las caravanas comerciales por la Ruta de la Seda gracias al control territorial de los mongoles y, dato de gran importancia para la propagación de la enfermedad, la mejora de las técnicas de navegación y construcción de navíos, con las que se podía transportar cargamentos de gran tamaño desde puertos en el mar Negro o el Mediterráneo hasta Barcelona, Marsella o las ciudades italianas. Este aumento de la riqueza se puede constatar en las construcciones de importantes catedrales europeas cada vez más grandes y más altas.

### Situación social
En el aspecto social, la llamada época del gótico trajo el crecimiento de las ciudades respecto del campo, así como el progresivo desprecio a las personas que no vivían en ellas, como eran los buhoneros, los pastores trashumantes y los gitanos, que aparecen por primera vez en la Historia de Occidente. Otro cambio importante en las consecuencias traídas por la peste fueron las costumbres de diferenciar a los grupos sociales por la indumentaria. Así la casada, la soltera y la barragana (concubina) pasarían a vestir de forma diferente; también los cristianos de los judíos, para desgracia de estos últimos.

### Ciencia
Por lo que a la ciencia se refiere, realmente no existía como tal. La medicina poseía cierta independencia de la filosofía en cuanto a disciplina impartida en las universidades, pero era más empírica que científica y seguía influida en buena medida por los conocimientos aportados por otros autores griegos y latinos como Galeno de Pérgamo. El supuesto desarrollo se realizaba de una forma reflexiva, partiendo de los textos clásicos, y no científica, basada en la experimentación metodológica.

### Religión
Por último, la religión seguía unificando a Europa bajo la Iglesia católica, si bien existía cierta desafección debido al traslado de la corte papal a la ciudad francesa de Aviñón y al consentimiento de Clemente VI a la hora de perder su autonomía en aras de la seguridad brindada por el rey Felipe VI de Francia, como lo habían hecho los tres pontífices anteriores en el Papado de Aviñón. Por otra parte, muchos clérigos, obispos e incluso los propios papas eran dados a los placeres mundanos, como poseer y pasearse con concubinas o aceptar la simonía.

## La enfermedad
La peste negra fue un mal que atacó el norte de África, Asia, Oriente Medio y Europa, excepto Islandia y Finlandia, con una mortalidad no alcanzada después por las más graves epidemias como la viruela, diezmadora en América, o la pandemia de gripe de 1918.No termina de haber acuerdo entre los historiadores, médicos y biólogos sobre qué agente infeccioso causó la enfermedad; por lo tanto, no hay consenso si fue o no una variedad de la peste bubónica u otra enfermedad distinta, como el carbunco. En aquel tiempo, la medicina no estaba preparada, no ya para tratar la enfermedad, ni tan siquiera para investigarla, pese a los heroicos esfuerzos y sacrificios de personas como Juan Tomás Porcell. No obstante, la mayoría de variedades de Yersinia pestis se han encontrado en China, lo que sugiere que la epidemia podría haberse originado en esa región. En 2022, un estudio dirigido por Philip Slavin, del que se hizo eco la revista Nature, daba a conocer que los investigadores habían encontrado restos de la bacteria Yersinia pestis en algunos cadáveres encontrados en un cementerio en Kirguistán, que fueron enterrados entre 1338 y 1339. Una vez confirmado que la cepa encontrada coincidía con la que originó el comienzo de la pandemia, se pudo constatar que el origen de la misma se sitúa en esta la región de las montañas Tian Shan, en Asia Central.

### Síntomas y mortalidad
Varios cronistas de la época indican la brusquedad con la que aparecían los síntomas. Una persona podía estar sana por la mañana y tener fiebre alta por la tarde para morir al llegar la noche. Según la literatura médica y de otra índole, los afectados padecían todos o varios de los siguientes síntomas, como lo demuestra lo escrito por Giovanni Boccaccio (2013) y otros autores:
- Fiebre alta, incluso superando los 40 grados.
- Tos y esputos sanguinolentes.
- Sangrado por la nariz y otros orificios.
- Sed aguda.
- Manchas en la piel de color azul o negro debido a pequeñas hemorragias cutáneas.
- Gangrena en la punta de las extremidades.
- Aparición de bubones negros en ingle, cuello, axilas, brazos, piernas o detrás de las orejas, debido a la inflamación de los ganglios linfáticos.
- Rotura de los bubones, supurando líquido con un olor pestilente.

Giovanni Boccaccio y otros autores describen un tipo de peste casi asintomático que provocaba la muerte a las 14 horas aproximadamente. El calificativo negra se debe a las manchas, bubones y al aspecto producido por la gangrena en los dedos de manos y pies. La connotación de mal olor que posee la palabra peste  la dieron los hedores emanados al romperse los bubones, ganglios linfáticos inflamados. Según varios testimonios, el surgimiento de dichos bubones y de las manchas negras terminaba con la muerte del paciente en la inmensa mayoría de los casos. Desde notar los primeros síntomas hasta producirse la defunción pasaban cinco días habitualmente.
Por medio del ensayo y el error, las autoridades de distintas ciudades llegaron a la conclusión de que la enfermedad tardaba no más de 39 días en aparecer y los que lograban sobrevivir no volvían a contagiarse nuevamente. Esto se infiere de los cuarenta días que pasaban viajeros y navegantes confinados a la llegada de algunas ciudades italianas. Científicos del siglo xxi indican que la enfermedad podría tener un periodo de incubación no contagioso de unos diez o doce días. A este seguiría un periodo de latencia asintomático, pero contagioso de unos veinte o veintidós días. Posteriormente aparecerían los síntomas y la enfermedad mataba en cuatro o cinco días más. De ser así, este periodo de incubación y latencia tan largo sería una de las causas que permitió su rápida propagación.
Benedictow (2004, p. 9) reconoce lo poco preciso de las fuentes disponibles sobre población existente y, por tanto, el porcentaje de afectados y de muertos. Los documentos más fiables son censos con fines recaudatorios que no tienen en cuenta la población exenta de impuestos por distintos motivos. Pese a todo, indica que la peste negra pudo presentar una mortalidad del 80 %, extrapolando datos de la epidemia padecida en Cantón hacia 1894.

### El agente infeccioso
Hasta el siglo xix no había una propuesta sólida sobre qué organismo habría causado tal mortalidad sin comparación. Sin embargo, ese consenso se rompió en la década de 1980 y en el siglo xxi aún perduran las discrepancias por distintos motivos. A principios del siglo xxi, no existía consenso sobre si la peste negra fue una enfermedad emergente o reemergente. Para Christopher Duncan pertenecería al primer tipo, proveniente quizá de mamíferos africanos. Para Ole J.Benedictow (2004, p. 66) sería del segundo, detenida durante siglos como consecuencia de la interrupción comercial con África y Oriente Medio debido a la caída del Imperio romano.

#### LaYersinia pestis

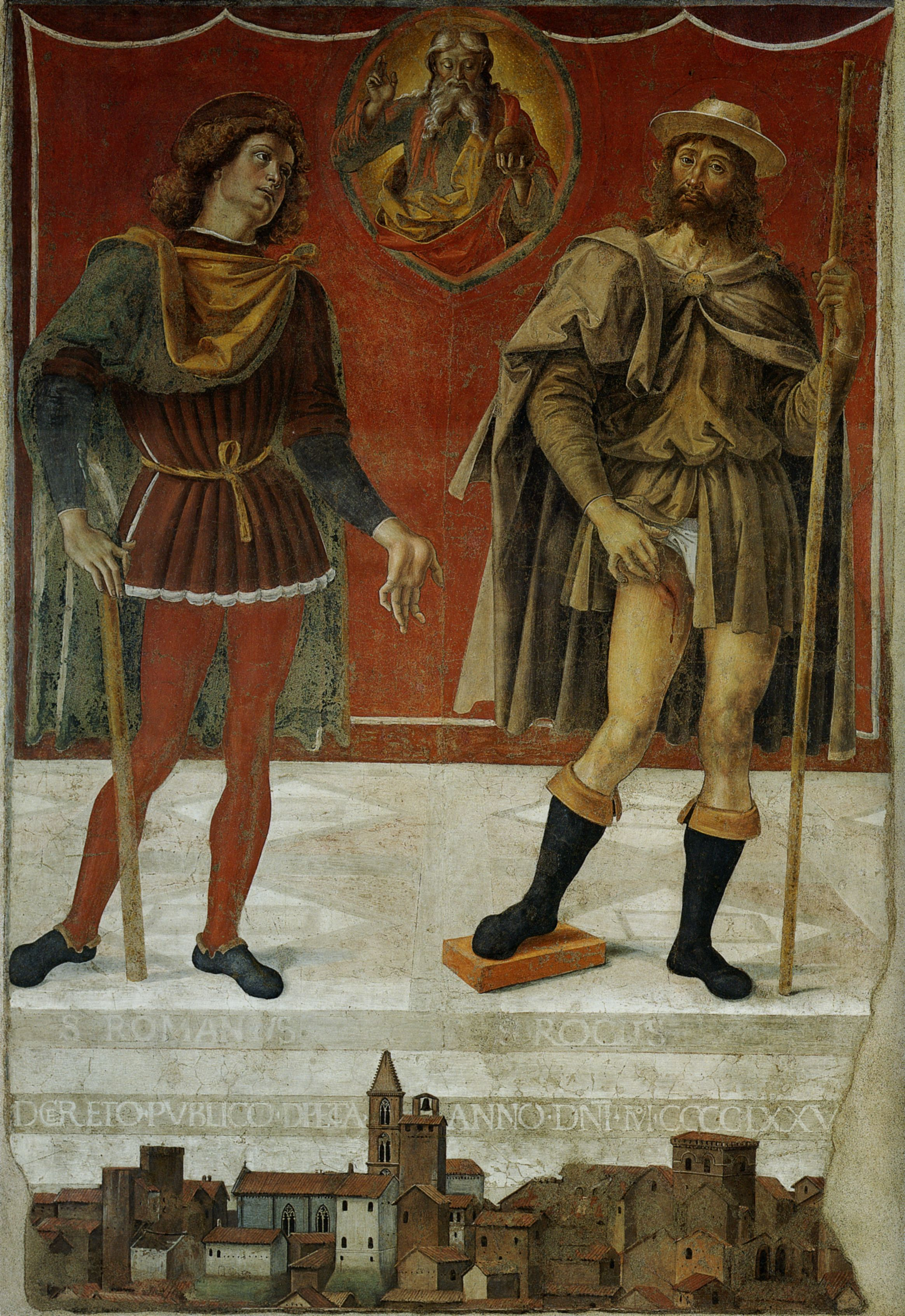
San Roque en una pintura de Pietro Perugino de 1476-78, mostrando un bubón en el mismo lugar que los producidos por la Yersinia pestis.

En 1894 el gobierno francés envió a Alexandre Yersin y al japonés Kitasato Shibasaburō hasta la colonia británica de Hong Kong para enfrentar una epidemia que había llegado a la Provincia de Cantón ese año y causaba un 80% de mortalidad en los afectados. Por supuesto una epidemia así alertó a las naciones occidentales por la disminución del comercio y el peligro de que dicha plaga llegase a las distintas metrópolis, por lo que destinaron gran cantidad de recursos para indagar sobre la misma. Al examinar a los afectados, ambos científicos comprobaron que desarrollaban un bubón de color oscuro, parecido a las representaciones de San Roque. Yersin escribió una carta a su familia en Gran Bretaña mostrando su regocijo por haber encontrado la enfermedad causante de la Gran Muerte. Sus informaciones serían publicadas en una revista científica con el título de La peste bubonique a Hong-Kong. El Dr. Yersin indicó como posible vehículo de transmisión del mal a las ratas.
Cuando la epidemia llegó a la India en 1905, las autoridades coloniales crearon la Comisión de la India para la investigación de la peste con algunos de sus mejores especialistas, entre los que incluyeron al entomólogo William Glen Liston, quien llevaba estudiando las pulgas desde hacía años. Según comprobaciones de Liston, la bacteria mataba a las ratas negras, anfitrión natural de las pulgas Xenopsylla cheopis. Estas, al verse privadas de su anfitrión, se veían obligadas a buscar otro del que alimentarse, como los seres humanos. Al hacerlo inoculaban el patógeno. Cuando el humano moría, la colonia de parásitos que se había criado alimentándose de su sangre podía infectar a otros humanos u otras ratas.
Además del bubón, los datos que avalan el contagio por pulgas de la rata negra eran:
- Las profesiones en contacto con las ratas se veían más afectadas, como es el caso de los carniceros, molineros o panaderos.[25]
- En Asia suelen aparecer cientos o miles de ratas muertas antes de comenzar la infección. Los asiáticos lo saben y toman medidas.
- Las profesiones que repelían a las pulgas se veían menos afectadas, por ejemplo, los toneleros, pastores o aceiteros.[25]
- La peste actual también puede contagiarse de persona a persona, pero necesita previamente la infección de las ratas para producir la variante pulmonar.[26]
- Pese al parecido entre la peste y el carbunco, las diferencias también son muy grandes, por lo que no representa una explicación válida.
- Según Julio Martín (2011, p. 10), un equipo de científicos de Canadá, Reino Unido y Alemania logró localizar bacterias en los restos exhumados de un cementerio inglés en agosto de 2011 y en diciembre del mismo año lograron secuenciar el ADN de la bacteria, encontrando que se trataba de la Yersinia pestis.

La teoría de las ratas y la Yersinia pestis cuenta con el mayor número de partidarios. Tanto entre profesionales sanitarios, como puede ser el caso de Luis Enjuanes, Rafael Nájera, Grahan Mooney o Ken Cage, y también historiadores como María Jesús Fuentes (2008), Enrique Gonzálves Cravioto (2003) o Ole J.Benedictow (2004).

#### Otro u otros patógenos
El biólogo, zoólogo y experto en ratas Graham Twigg (1985) publicó que la peste bubónica no pudo ser la causante de la peste negra por razones como:
- La peste bubónica de Asia y otras posteriores se desplazan a unos 20 km por año, cuando la peste negra lo hizo entre 2 y 8 km por día.
- Las fuentes literarias y archivísticas no mencionan o lo hacen pocas veces el hecho de aparecer ratas muertas en los lugares afectados por la peste; además la especie o subespecie de rata que transmite la enfermedad era poco abundante, sobre todo en ciertas regiones como Bretaña o Dinamarca.
- La peste bubónica es una enfermedad casi tropical que requiere de unas temperaturas no inferiores a los 20 grados Celsius durante varios meses consecutivos para desarrollarse, por lo que no hubiese podido hacerlo en los inviernos europeos, especialmente teniendo en cuenta que a mediados del siglo xiv se atravesaba una de las etapas más frías de la Pequeña Edad del Hielo; sin embargo, la enfermedad sí se propagó en invierno e incluso afectó a Rusia y el norte de la península Escandinava.
- La peste bubónica tiene un índice de contagio del 1 % y la peste negra lo tuvo como mínimo de un 10 %, cuando no de un 78 %.[28]
- La peste bubónica no es contagiosa de los enfermos a los sanos, así ninguna de las cuatrocientas personas que mantuvieron contacto con los afectados en la epidemia de 1896 la contrajo. En cambio, los testimonios medievales informan que la peste negra era muy contagiosa.
- Solo un síntoma, el bubón, es lo que tienen en común ambas enfermedades. Pero según escribió Giovanni Boccaccio (1353) en el prólogo del Decamerón, la peste negra desarrollaba varios bubones y pústulas, cuando la enfermedad asiática sólo producía uno y a veces dos, en un porcentaje no superior al 5 % de los casos mortales. Además, dichos bubones aparecieron en la ingle en un 60 o 70 % de los casos, cuando la plaga europea los producía también en piernas, brazos y tras las orejas.
- La variedad pulmonar de la peste bubónica posee muy poco alcance porque desarrolla los síntomas en unas 48 horas, por lo que se la puede atajar con cierta rapidez.
- Uno de los grupos más afectados fueron los comerciantes de telas, pero la posibilidad de que una pulga de rata alimentándose de sangre humana pueda contagiar a otro ser humano es muy baja.[nota 9]

Esta hipótesis la defienden entre otros el propio Twigg (1985), Samuel Cohn o Christopher Duncan.

## Expansión de la enfermedad

Difusión de la peste negra. En verde, las áreas de menor incidencia.

El, en ocasiones, calificado «peor desastre biológico de la historia de la Humanidad», posee un origen desconocido. En India y China no hay datos de una epidemia especialmente relevante hacia el siglo xiv; en este último país la referencia más antigua data del siglo vii, pero como descripción sintomática, no epidémica y en la gran Enciclopedia de China no se menciona hasta la década de 1640, pese a que Lien-Tê Wu (1936, p. 47) atribuye un origen chino a la enfermedad hacia 1346. Por lo tanto, solo existen hipótesis sobre si apareció en el desierto de Gobi o en su llamada «patria ancestral», es decir, los actuales Yemen, Kenia y Uganda. Los árabes dan referencias de primera mano y en especial Abu Halfs Umar Ibn al-Wardi, quien indica que la epidemia surgió en la Tierra Oscura, pero sin precisar la ubicación de dicha región. El también musulmán Muhammad al-Maqrizi es más detallado al indicar su aparición en Kanato a lo largo del año 742 de la Hégira (1341-1342 d. C.).
Es Gabriele de Mussis quien da un lugar exacto para constatar la propagación de la plaga cuando nombra la ciudad de Caffa como el primer foco y cuenta la historia según la cual los ejércitos mongoles que asediaron el enclave genovés lanzaron cadáveres infectados con catapultas dentro de la ciudad para propagar la enfermedad y acelerar su caída. Sí se tiene constancia de que la enfermedad salió en barco de dicha colonia genovesa en la península de Crimea, en octubre de 1347 y llegó a Mesina a finales de dicho año.
Algunos barcos no llevaban a nadie vivo cuando alcanzaban las costas. En 1347 sucedió una guerra entre el Reino húngaro y el napolitano, puesto que el rey Luis I de Hungría reclamaba el trono luego del asesinato de su hermano Andrés, quien murió asesinado por su propia esposa, la reina Juana I de Nápoles. De esta manera, Luis condujo una campaña militar que coincidió con el estallido de la peste negra. Ante tanta muerte por la enfermedad, la campaña pronto tuvo que ser suspendida y los húngaros regresaron a casa, llevándose consigo varios de ellos la enfermedad, cobrando vidas, como la de la propia esposa del rey húngaro. Así, la peste se extendió desde Italia por Europa afectando territorios de las actuales Francia, España, Inglaterra (en junio de 1348) y Bretaña, Alemania, Hungría, Escandinavia y finalmente el noroeste de Rusia. Se considera que fue la causa de la muerte del entonces rey de Castilla Alfonso XI durante el sitio a Gibraltar en 1350.

## Consecuencias

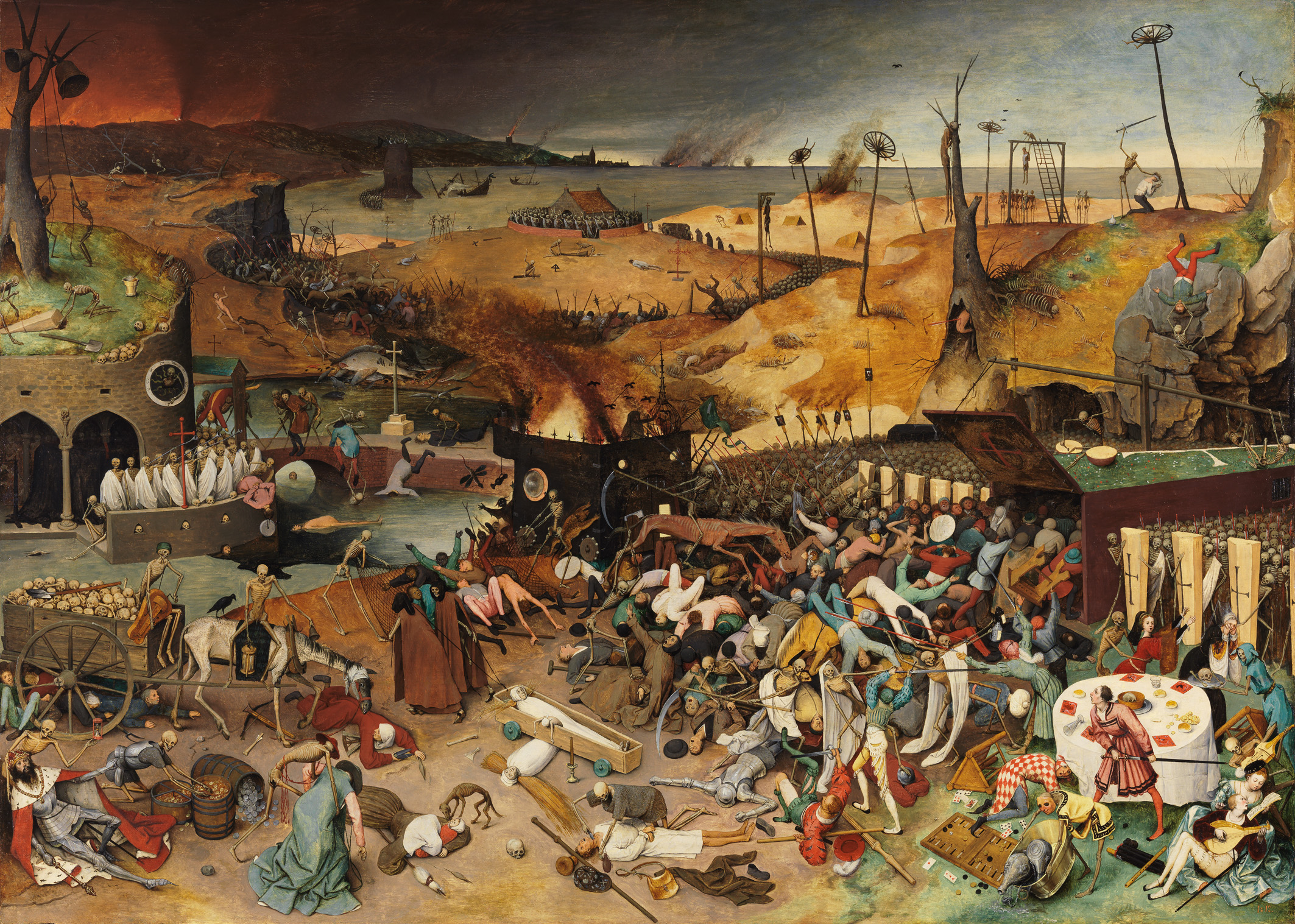
El triunfo de la Muerte (Museo del Prado, c. 1562), de Pieter Brueghel el Viejo, refleja la agitación social y el terror que desató la peste negra, que devastó la Europa medieval.

La información sobre la mortalidad varía ampliamente entre las fuentes, pero se estima que entre el 30 % y el 60 % de la población de Europa murió desde el comienzo del brote a la mitad del siglo xiv. Aproximadamente 25 millones de muertes tuvieron lugar sólo en el continente europeo, junto a otros 40 a 60 millones en África y Asia. Algunas localidades fueron totalmente despobladas y los pocos supervivientes huyeron y extendieron la enfermedad aún más lejos.
La gran pérdida de población trajo cambios económicos basados en el incremento de la movilidad social según la despoblación erosionaba las obligaciones de los campesinos (ya debilitadas) a permanecer en sus tierras tradicionales. La peste provocó una contracción del área cultivada en Europa, lo que hizo descender profundamente la producción agraria. Esta caída llegó a ser de un 40 % en la zona norte de Italia, en el periodo comprendido entre 1340 y 1370.
La repentina escasez de mano de obra barata proporcionó un gran incentivo para la innovación que ayudó a traer el fin de la Edad Media. Algunos argumentan que dio pie al Renacimiento, a pesar de que el Renacimiento ocurriera en algunas zonas (tales como Italia) antes que en otras. A causa de la despoblación, sin embargo, los europeos supervivientes llegaron a ser los mayores consumidores de carne para una civilización anterior a la agricultura industrial.
La peste negra acabó con un tercio de la población de Europa y se repitió en sucesivas oleadas hasta 1490, llegando finalmente a matar a unas 200 millones de personas. Ninguno de los brotes posteriores alcanzó la gravedad de la epidemia de 1348.

## Interpretación histórica

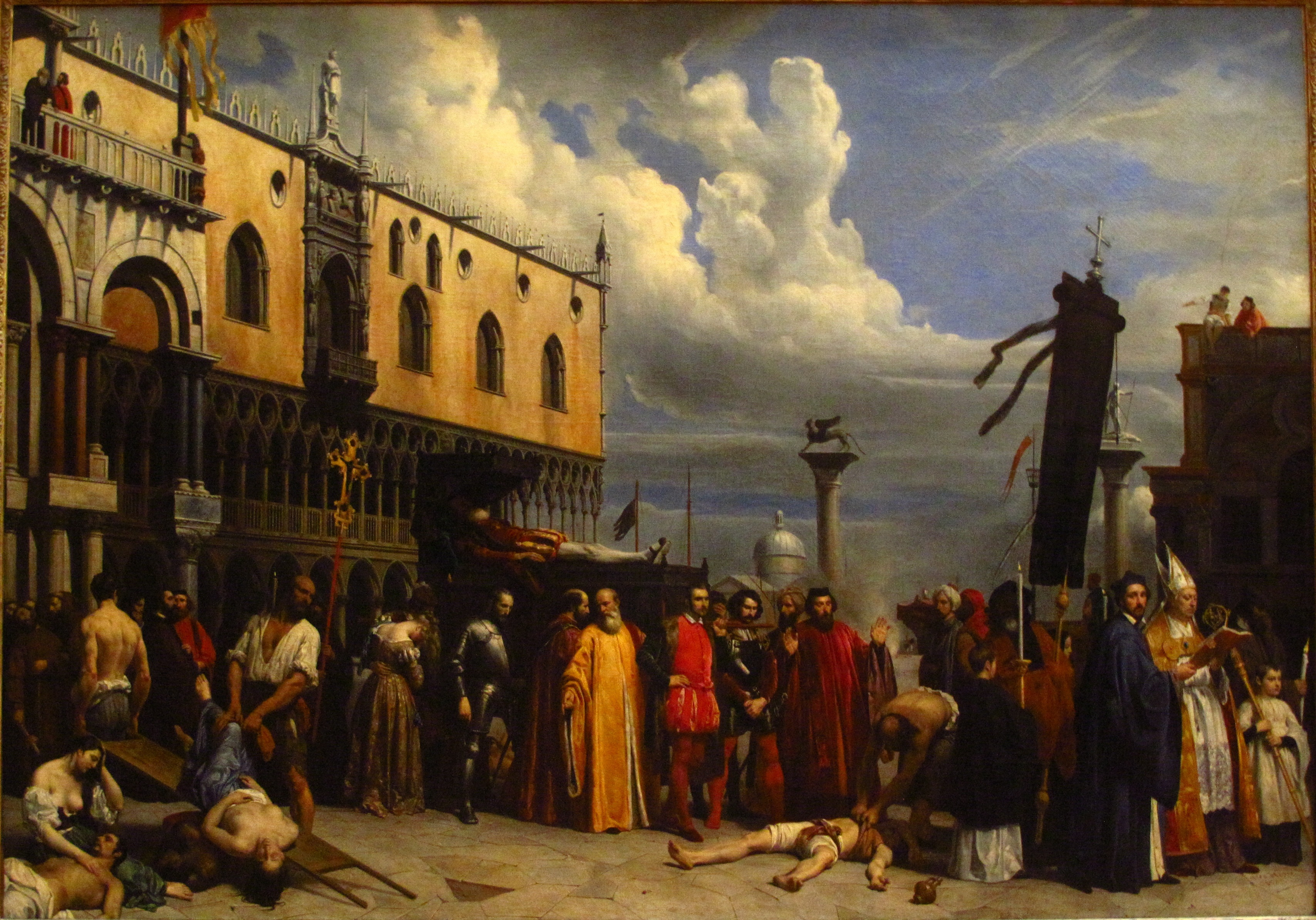
Honras fúnebres al pintor Tiziano, muerto durante la epidemia de peste en Venecia en 1576. Pintura de Alexandre Hesse (1832).

Al margen del análisis de sus causas obvias, tales como la presencia del bacilo Yersinia pestis, los historiadores han buscado, desde diversas perspectivas, el significado de este gran acontecimiento. Corrientes herederas del marxismo y estudiosos como el francés Guy Bois atribuyen a esta epidemia el papel de demostración de la crisis del sistema feudal. Sin embargo, también murieron muchísimos representantes de la nobleza. Reyes como Alfonso XI de Castilla, Juana II de Navarra o Felipe VI de Francia murieron de peste negra, así como Margarita de Luxemburgo, la reina consorte húngara esposa de Luis I y Felipa de Lancaster, la reina consorte portuguesa de Juan I de Portugal. Esto contradice la teoría de Guy Bois, ya que no era la pobreza el lugar exclusivo donde atacaba la «peste», sino que nadie estaba a salvo.
Así, el gran crecimiento demográfico que el mundo feudal había vivido durante la Plena Edad Media había puesto en cultivo tierras cada vez de menor calidad y de bajo rendimiento, lo que provocó una paulatina caída de la productividad y una creciente malnutrición. En este contexto llegó un bacilo que en otra situación habría sido recibido con fuertes defensas fisiológicas y no habría provocado gran mortandad, pero que esta vez encontró un sistema inmunitario debilitado.
El principal medio de contagio de la peste eran las picaduras de las pulgas, que campaban a sus anchas en una sociedad con tan poca higiene como la medieval. Pese a que es difícil constatarlo con una enfermedad que afectó a tantas personas de todo tipo y condición, sí que parece que determinadas ocupaciones estaban más expuestas a padecer peste que otras, siendo más peligroso ser comerciante de paños (las pulgas se esconden entre los tejidos) que, por ejemplo, herrero. De hecho, pronto los trabajadores se dieron cuenta del peligro de las vestiduras y entre las primeras medidas que se emplearon en Europa para evitar el contagio fue el de quemar la ropa de los infectados o prohibir la entrada de cargamentos de tejidos en las ciudades. Incluso en algunas ciudades se permitía la entrada al viajero solo después de haberse deshecho de las ropas que traía puestas, cambiadas por otras «seguras» prestadas por la propia ciudad.